# السجن النموذجي (كوبا)

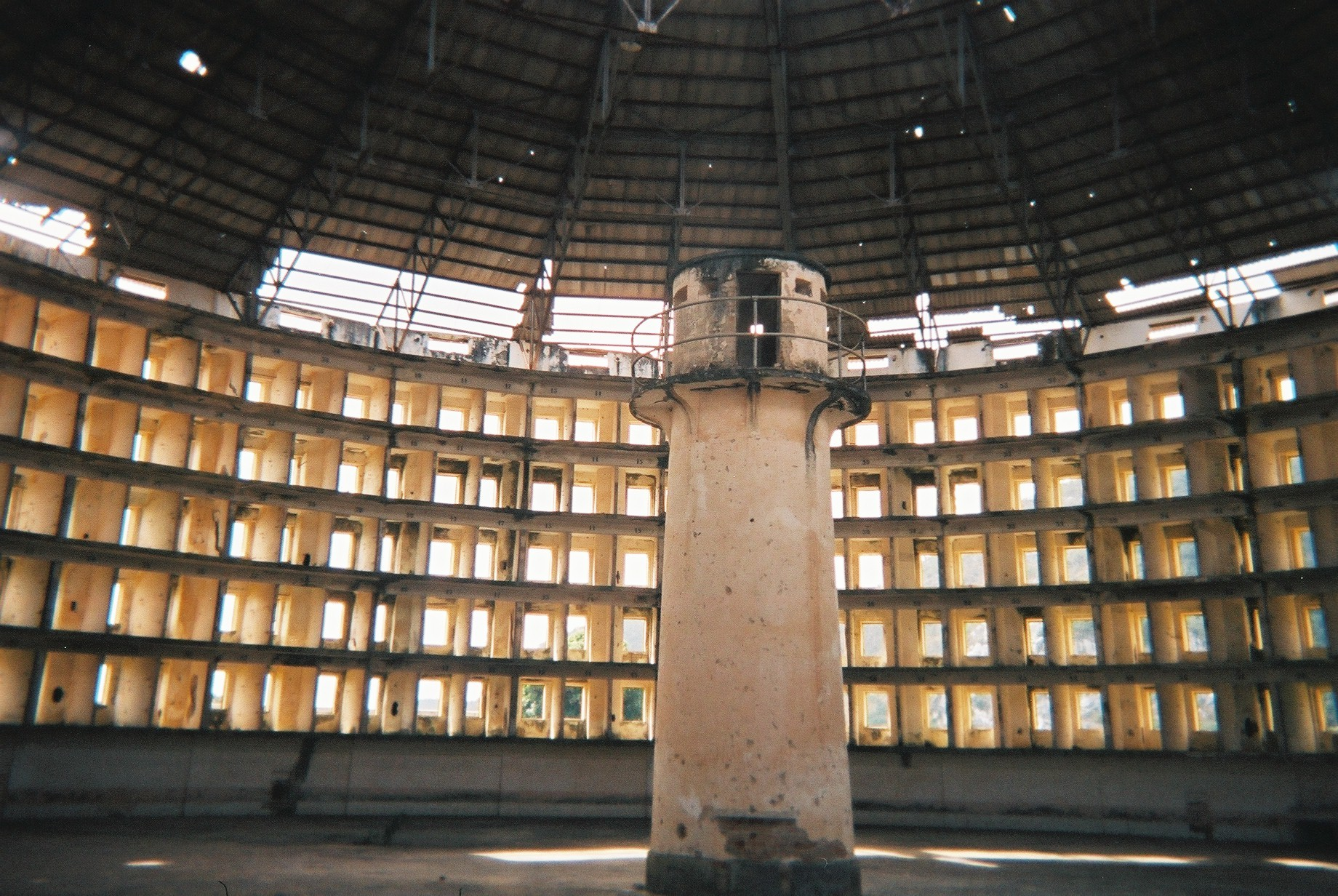
السجن المركزي أو موديلو بريسديو

السجن النموذجي (بالأسبانية: Presidio Modelo) سجن نموذجي مع تصميم بانوبتيكون، بني على جزيرة دي بينوس (الآن جزيرة خوفينتود) في كوبا. وهي تقع في حي شاكون في ضاحية نويفا جيرونا.

## نظرة عامة
تم بناء السجن في عهد الرئيس الذي تحول إلى ديكتاتور جيراردو ماشادو بين عامي 1926 و1928. تم بناء الكتل الخمس الدائرية التي تحتوي على خلايا في طبقات حول مراكز المراقبة المركزية، مع القدرة على استيعاب ما يصل إلى 2.500 سجين في ظروف إنسانية.
معظم الناجين من هجمات المتمردين على ثكنات مونكادا، بمن فيهم زعيم الهجوم فيدل كاسترو وشقيقه راؤول كاسترو سُجنوا هناك، معظمهم كان سجنه من عام 1953 إلى عام 1955.
بعد انتصار فيدل كاسترو الثوري في عام 1959 بقي السجن النموذجي بريسيديو موديلو في العمل. بحلول عام 1961 ونظرًا للظروف المكتظة والتي وصلت إلى سعة 4.000 سجين في وقت واحد، كان السجن موقعًا للعديد من أعمال الشغب والإضراب عن الطعام، خاصة قبل عملية غزو خليج الخنازير مباشرةً، عندما صدرت أوامر بربط الأنفاق أسفل السجن بأكمله مع عدة أطنان من مادة تي ان تي.
تم احتجاز السجناء السياسيين الكوبيين البارزين مثل أرماندو فالاداريس، وروبرتو مارتين بيريز، ووبيدرو لويس بويتيل، سجنوا هناك في وقت واحد. تم إغلاقه بشكل دائم من قبل الحكومة في عام 1967. يعد السجن الآن بمثابة متحف وأعلن أنه أصبح نصب تذكاري وطني، ويعمل الآن مبنى الإدارة القديم كمركز للمدارس والبحث.